# Alpaida wenzeli
Alpaida wenzeli este o specie de păianjeni din genul Alpaida, familia Araneidae. A fost descrisă pentru prima dată de Simon, 1897. Conform Catalogue of Life specia Alpaida wenzeli nu are subspecii cunoscute.